# دار أوبري (فلم رسوم متحركة)
دار أوبري (The Opry House) هو فيلم رسوم متحركة أميركي قصير لـميكي ماوس صدر عام 1929 وأصدرته شركة سيليبريتي بيكتشرز ، كجزء من سلسلة أفلام ميكي ماوس.  كان هذا الفيلم القصير الخامس لميكي ماوس الذي تم إصداره، والثاني في ذلك العام.  تم اختيار ميكي ليكون مالكًا لمسرح صغير (أو دار أوبرا وفقًا للعنوان). يؤدي ميكي عرض فودفيل بمفرده. تشمل الأفعال تقليده لساحر الثعابين، وأدائه لـرقصة شرقية ، وتصويره الكاريكاتوري لـيهودي حسيدي ، وفي النهاية أداء على البيانو مقطوعة موسيقية للموسيقي المجري-النمساوي فرانز ليزت .

## حبكة
يبدأ الفيلم بافتتاح المسرح وميكي ماوس يقوم بتنظيف الأرض واستخدام المكنسة كأداة موسيقة وكشريك في الرقص. ثم يواجه ميكي أحد رواد المعرض الكبار، والذي يجب تفريغه من الهواء حتى يتمكن من المرور عبر المدخل. تسيطر الفرقة على المشهد، مع مجموعة كبيرة ومتنوعة من النكات القصيرة التي تظهر في جميع الأنحاء. ميكي يصبح نجم العرض، ويتولى الأدوار المتعددة لنجم الفودفيل. ينتهي الكارتون بمعركة فكاهية بين ميكي وكرسي وبيانو. إن تفاعلات ميكي مصممة بشكل كبير من أجل التقاط جوهر ما يجب أن يكون عليه أداء الفودفيل. تسقط ستائر المسرح على ميكي، مما يتسبب في واتجاههم نحو الشاشة، وينتهي الفيلم.

## إنتاج
كان دار أوبري الفيلم الخامس لـميكي تنتجه استوديوهات والت ديزني. وتم تسجيل الصوت باستخدام نظام الهاتف السينمائي الخاص بـبات باورز . تم تحريكه بشكل أساسي بواسطة أب أيوركس ، أول موظف لدى والت ديزني والذي عُرف فيما بعد باسم " أسطورة ديزني ". أصبح الفيلم القصير أغلى فيلم قصير في بدايات شركة ديزني، حيث بلغت تكلفته السلبية حوالي 2500 دولار أكثر من تكلفة فيلم الرسوم المتحركة Steamboat Willie الذي تم إنتاجه قبل عام واحد فقط.

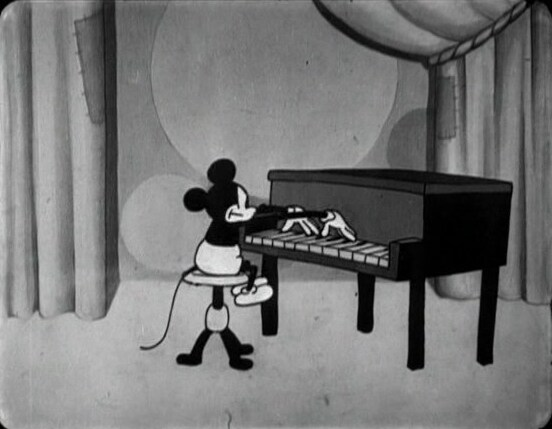
ميكي في إحدى لقطات الفيلم

ويعزز والت ديزني نفسه هذه الفكرة:
"...بدأت شخصياتنا تتصرف مثل الأشخاص الحقيقيين. وبسبب هذا، بدأنا في إضفاء شعور حقيقي وسحري على شخصياتنا. ففي النهاية لا يمكنك أن تتوقع سحرًا من العصي المتحركة وهذا ما كان عليه ميكي ماوس في أفلامه الأولى". 

## استخدام الموسيقى
تم تسجيل الصوت للفيلم في فبراير/شباط 1929 في نيويورك بواسطة والت ديزني وكارل ستالينغ . نظرًا لعدم وجود حوار، تساعد الموسيقى في سرد القصة. لا تتناسب الموسيقى مع الأحداث فحسب، بل إن الاثنين مترابطان بشكل عميق. ولم يظهر الحوار الجدير بالملاحظة حتى عام 1934، تأتي الكوميديا في الفيلم القصير إلى حد كبير من خلال استخدام الموسيقى.

## قفازات ميكي
على الرغم من أن ميكي كان يرتدي القفازات على بطاقات العناوين والملصقات لأفلامه السابقة، فهذه هي المرة الأولى التي يرتديها فيها في الرسوم المتحركة. لقد أصبحت منذ ذلك الحين جزءًا من مظهره الدائم.  ويقال إن أحد أسباب إضافة القفازات البيضاء كان السماح للجمهور بالتمييز بين أيدي الشخصيات عندما تظهر مقابل أجسادهم، حيث كان كلاهما ملونًا باللون الأسود. لم يظهر ميكي بالألوان حتى حفل الفرقة الموسيقية في عام 1935.

## شخصيات أخرى
لم تظهر ميني في هذا الفيلم. لكن يمكن رؤية ملصق لها يقدمها كعضو في فرقة Yankee Doodle Girls، وهي على ما يبدو مجموعة من الفنانات الإناث. الشخصية الوحيدة الأخرى التي تظهر في الفيلم القصير تُعرف باسم كات نيب (على ما يبدو أنها تلاعب في حروف كلمة عشبة النعناع بالإنجليزية Catnip). سيكون هذا أول ظهور له، وسيظهر في فيلمين قصيرين آخرين خلال العام 1929 بدور شخصية غريم بشكل ثانوي.

## استقبال
صحيفة ذا فيلم دايلي (28 يوليو 1929): "رائع للغاية. حتى البيانو ينبض بالحياة في هذا الإصدار من أفلام ميكي ماوس. يحافظ والت ديزني على المستوى العالي الذي تم إنشاؤه مع ستيمبوت ويلي . يوضح دار أوبري تلك الحقيقة في ضوء العقد المسلية التي تم حقنها في الرسوم المتحركة والمواقف المضحكة التي تم إنشاؤها نتيجة لذلك. يعد هذا الإصدار أحد أفضل الأفلام القصيرة الصوتية في السوق، ويستحق الاهتمام باعتباره مثيرًا للضحك." 